# Болдырев, Василий Ксенофонтович
Василий Ксенофонтович Болдырев (1850—1916) — русский военный и государственный деятель, генерал-лейтенант (1905).

## Биография
Выходец из потомственных почётных граждан Орловской губернии. Окончил гимназию[какую?] (1869), затем — 1-е Военное Павловское училище (1871) по первому разряду и начал службу подпрапорщиком в лейб-гвардии Финляндском полку. Участник русско-турецкой войны 1877—1878 годов, в сражении под Плевной получил 4 тяжёлых ранения. После излечения окончил по 1-му разряду Александровскую военно-юридическую академию (1881); с 21 ноября 1881 года — майор; 12 апреля 1882 года переименован в капитаны судебного ведомства; подполковник с 30.08.1884, полковник с 30.08.1888 г.
Служил военным судьёй Казанского военно-окружного суда (июль 1889 — январь 1890) и Петербургского военно-окружного суда (январь 1890 — июль 1892).
В 1892 году В. К. Болдырев получил назначение на должность начальника Алтайского округа ведомства Кабинета Его Величества и прибыл на новое место службы в Барнаул. Алтай в этот период переживал период упадка, поскольку из-за убыточности закрывались здешние сереброплавильные заводы, в связи с чем с 1896 года Алтайский горный округ перестал называться горным. В то же время в связи со строительством Транссибирской железной дороги в Сибирь хлынула волна переселенцев, в значительной части самовольных. Для изучения обстановки в округе по инициативе Болдырева в 1894 году было создано статистическое бюро, задачами которого было исследование жизни переселенцев, крестьян-старожилов и инородцев. Возглавить бюро пригласили Н. М. Ядринцева, а после его самоубийства в 1894 году — Д. И. Зверева.
Болдырев был почётным председателем Общества любителей исследования Алтая, всемерно поддерживал Общество попечения о начальном образовании в Барнауле. В частности, Болдырев добился от Кабинета бесплатной передачи Обществу попечения о начальном образовании Аптекарского сада (ныне — Парк культуры и отдыха Центрального района) и сгоревшего здания тюрьмы, на месте которой в 1900 году был построен Народный дом (ныне — здание концертного зала краевой филармонии). Проект Народного Дома по просьбе Болдырева бесплатно разработал петербургский архитектор И. П. Ропет. В. К. Болдырев оказал содействие в преобразовании окружного училища в Барнауле в реальное, а также способствовал строительству 30 юбилейных (150-летие округа) школ в переселенческих поселках. Был произведён в генерал-майоры 14 мая 1896 года.
В связи с новым назначением 17 марта 1900 года В. К. Болдырев отбыл из Барнаула в Санкт-Петербург.
Решением Барнаульской городской Думы В. К. Болдыреву было присвоено звание почётного гражданина Барнаула, в его честь был назван переулок в нагорной части города (ныне — улица Присягина), а также учреждены именные стипендии для беднейших способных учеников, в первую очередь для детей-сирот, реального и механико-технического училищ и казённой женской гимназии. Также в его честь была названа улица в Новониколаевске (ныне — улица Октябрьская).
С 1903 по июль 1906 В. К. Болдырев занимал должности помощника управляющего и заведующего земельно-заводским отделом Кабинета Его Величества.
Был женат; имел пятерых детей, в их числе — юрист Н. В. Болдырев (1883—1929), философ Д. В. Болдырев (1885—1920), филолог А. В. Болдырев (1896—1941).